# Arcozelo (Gouveia)
Arcozelo es una freguesia portuguesa del concelho de Gouveia, con 30,79 km² de superficie y 858 habitantes (2001). Su densidad de población es de 27,9 hab/km².